# حازم امام (بازیکن فوتبال، زاده ۱۹۸۸)
حازم امام (عربی: حازم إمام؛ زادهٔ ۷ سپتامبر ۱۹۸۸) یک بازیکن فوتبال اهل مصر است.

## باشگاهی
از باشگاه‌هایی که در آن بازی کرده‌است می‌توان به باشگاه ورزشی زمالک اشاره کرد.

## تیم ملی
وی همچنین در تیم ملی فوتبال مصر بازی کرده است.